# Seymeria pailana
Seymeria pailana är en snyltrotsväxtart som beskrevs av Billie Lee Turner. Seymeria pailana ingår i släktet Seymeria och familjen snyltrotsväxter. Inga underarter finns listade i Catalogue of Life.